# Brekši
Brekši es un barrio de la ciudad de Riga, Letonia.

## Superficie
Posee una superficie de 2 kilómetros cuadrados (200 hectáreas).

## Población
Hasta 2021 presentaba una población de 1632 habitantes, con una densidad de población de 816 habitantes por kilómetro cuadrado.

## Transporte

### Rutas
- Autobús: 16.[1]